# Piesă de teatru

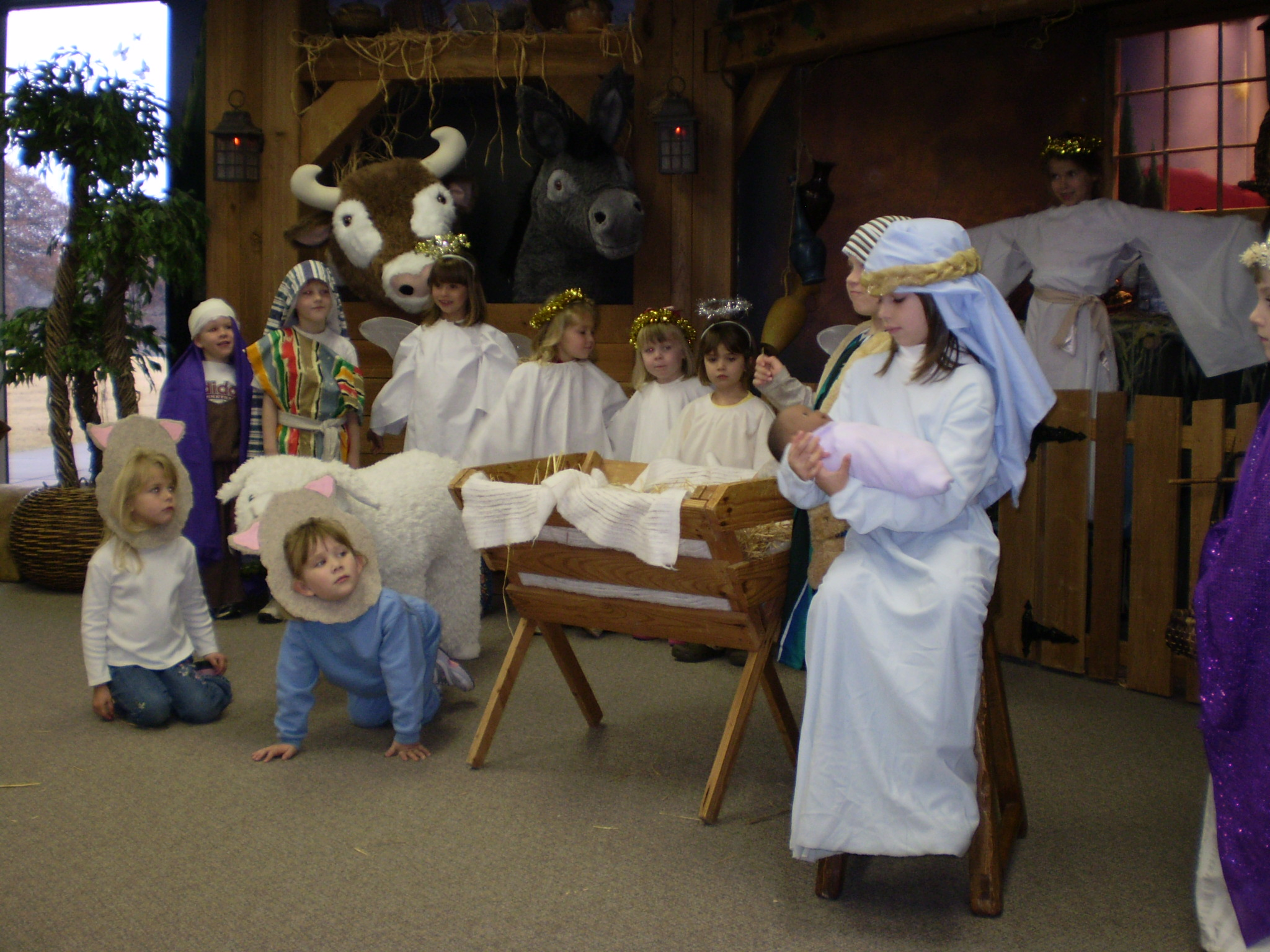
Copii prezentând o piesă de Crăciun, care descrie Nașterea Domnului

Piesa de teatru este o formă de literatură scrisă de un dramaturg, de obicei constând dintr-un dialog între personaje, destinată pentru a fi interpretată într-un teatru mai degrabă decât pentru a fi doar lecturată.  Termenul „piesă de teatru” se poate referi atât la lucrările scrise ale dramaturgilor cât și la interpretarea acestora într-un teatru.
Piesele de teatru sunt scrise în mai multe genuri: comedie (satiră, commedia dell'arte), tragedie (tragicomedie), istoric, muzical, absurd, grotesc. 

## Genuri

Simbolul teatrului

### Comedie
Comediile sunt piese care sunt concepute pentru a fi pline de umor. Comediile sunt adesea umplute cu remarci umoristice, personaje neobișnuite și circumstanțe ciudate. Anumite comedii sunt orientate către diferite grupe de vârstă. Comediile au fost unul dintre cele două tipuri de piese originale din Grecia Antică, împreună cu tragediile. Un exemplu de comedie ar fi piesa lui William Shakespeare, "Visul unei nopți de vară", sau pentru un exemplu mai modern, piesele de la Saturday Night Live'
.

### Farsă
În general un gen de piesă fără sens, farsele sunt de multe ori jucate și adesea implică umor. Un exemplu de farsă este piesa lui William Shakespeare "Comedia erorilor" sau piesa lui Mark Twain Is He Dead?.

### Satiră
O piesă de satiră are o imagine comică asupra evenimentelor actuale a  oamenilor, încercând în același timp să facă o declarație politică sau socială, de exemplu subliniind corupția. Un exemplu de satiră ar fi Revizorul de Nikolai Gogol și Lysistrata de Aristofan. Piesele de satire sunt, în general, una dintre cele mai populare forme de comedie și adesea considerate a fi genul propriu în întregime.

### Comedie de restaurare
Comedia de restaurare este un gen care a explorat relațiile dintre bărbați și femei și a fost considerat de risc în timpul său. Personajele prezentate în comedia de restaurare au inclus stereotipuri de tot felul și aceleași stereotipuri au fost găsite în cele mai multe piese de acest gen, atât de mult încât cele mai multe piese au fost foarte asemănătoare în mesaj și conținut. Cu toate acestea, din moment ce comedia de restaurare s-a ocupat de aspecte nerostite ale relațiilor, a creat un tip de conexiune între audiență și performanță care a fost mai informală și privată.

### Tragedie
Aceste piese conțin teme mai întunecate, cum ar fi moartea și dezastrul. Adesea, protagonistul piesei are un defect tragic, o trăsătură care duce la căderea lor. Piesele tragice transmit toate emoțiile și au conflicte foarte drastice. Tragedia a fost una dintre cele două tipuri originale de piese ale Greciei Antice. Câteva exemple de tragedii sunt Hamlet de William Shakespeare și, de asemenea, piesa lui John Webster, "Ducesa lui Malfi".

### Istoric

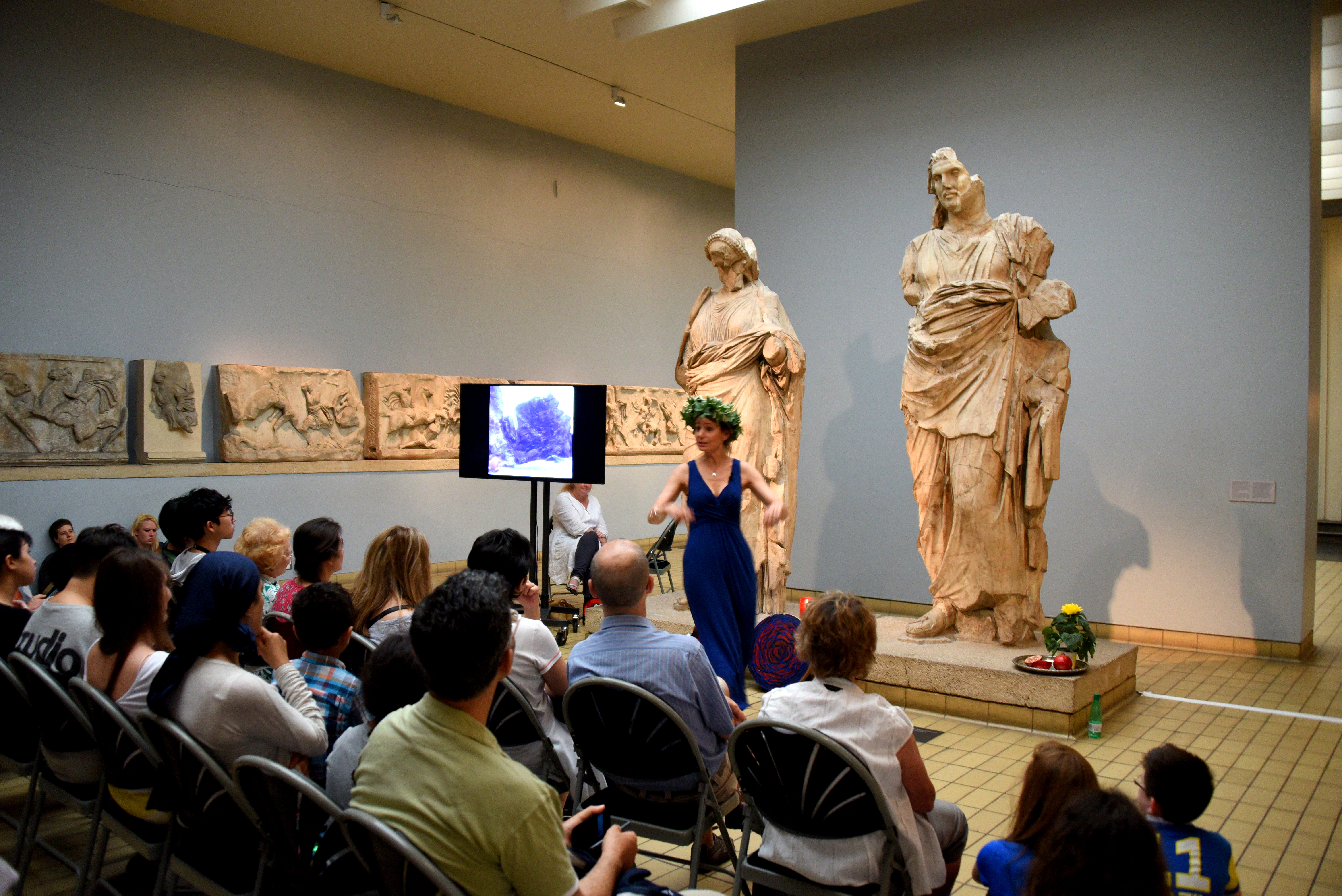
O actriță interpretează o piesă în fața a 2 statui din Mausoleul de la Halicarnassus. Camera 21, Muzeul Britanic, Londra

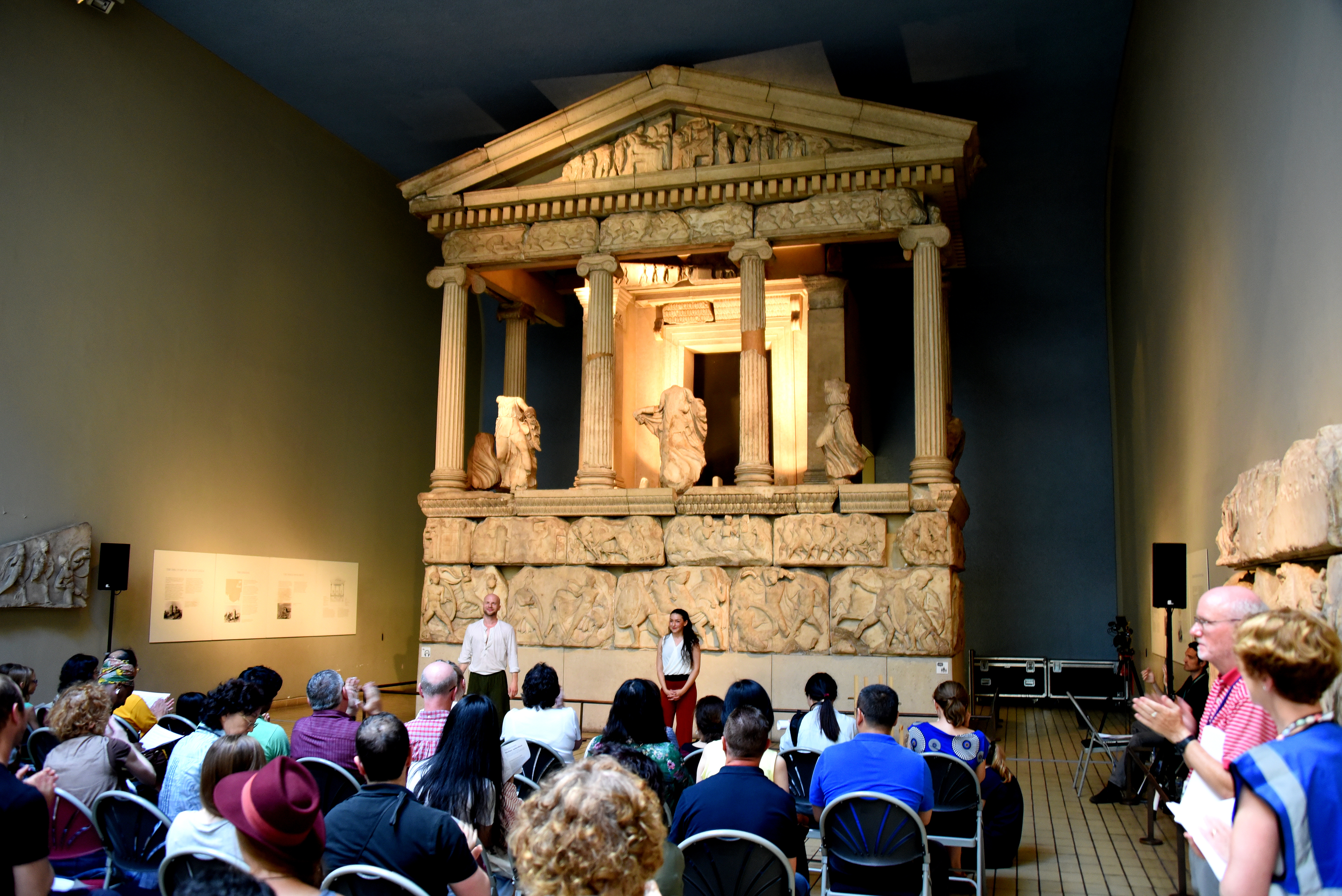
Un actor și o actriță care interpretează o piesă în fața Monumentului Nereid, Camera 17, Muzeul Britanic, Londra

Aceste piese se concentrează asupra evenimentelor istorice reale. Ele pot fi tragedii sau comedii, dar nu sunt adesea nici una dintre acestea. Istoria ca gen separat a fost popularizată de William Shakespeare. Exemple de piese istorice sunt Demetrius al lui Friedrich Schiller și Regele Ioan de William Shakespeare.

### Teatru muzical
Opera baladă, un stil popular de teatru la acea vreme, a fost primul stil muzical care a fost interpretat în coloniile americane. Primul muzical de origine americană a avut premiera în Philadelphia în 1767 și a fost numit "Dezamăgirea", dar această piesă nu a făcut niciodată o producție. În jurul anilor 1920, stilurile de teatru au început să fie definite mai clar. 
Până în anii 1990, au existat foarte puține muzicale originale de la Broadway, multe dintre acestea fiind recreate de filme sau romane.

### Teatrul Cruzimii
Acest stil de teatru a apărut în anii 1940, când Antonin Artaud a emis ipoteza despre efectele exprimării prin corp, spre deosebire de "prin gândirea social condiționată". În 1946, el a scris o prefață la lucrările sale, în care a explicat cum a ajuns să scrie ceea ce și cum a făcut.

### Teatru absurd
Teatrul absurd: Acest gen cuprinde, în general, reprezentări metafizice ale mustrărilor și întrebărilor existențiale. Teatrul absurdului neagă raționalitatea și îmbrățișează inevitabilitatea căderii în abisul condiției umane. În loc să discute aceste probleme, teatrul absurdului este o demonstrație a acestora. Acest lucru lasă audiența să discute și să pună la îndoială conținutul piesei pentru ei înșiși.

## Vezi și
- Materiale media legate de Piesă de teatru la Wikimedia Commons

- Feerie
- Monolog
- Listă de piese de teatru românești
- Listă de piese de teatru americane
- Listă de piese de teatru franceze
- Listă de piese de teatru italiene
- Listă de piese de teatru rusești